# محمود الحصري
الشيخ محمود خليل الحصري (17 سبتمبر 1917 - 24 نوفمبر 1980) قارئ قرآن مصري ويعد أحد أعلام هذا المجال البارزين، من مواليد قرية شبرا النملة، طنطا، محافظة الغربية، له العديد من المصاحف المسجلة بروايات مختلفة. كان والده قبل ولادته قد انتقل من محافظة الفيوم إلى هذه القرية التي ولد فيها. وهو قارئ قرآن مصري أجاد قراءة القرآن الكريم بالقراءات العشر.

## نشأته وحياته
انتقل والده السيد خليل قبل ولادته من محافظة الفيوم إلى قرية شبرا النملة، حيث ولد الحصري. والدته هي السيدة فرح أو كما يطلق عليها أهل القرية «فرحة». أدخله والده الكتاب في عمر الأربع سنوات ليحفظ القرآن وأتم الحفظ في الثامنة من عمره. كان يذهب من قريته إلى المسجد الأحمدي بطنطا يوميا ليحفظ القرآن وفي الثانية عشر انضم إلى المعهد الديني في طنطا. ثم تعلم القراءات العشر بعد ذلك في الأزهر.
أخذ شهاداته في ذلك العلم (علم القراءات) ثم تفرغ لدراسة علوم القرآن لما كان لديه من صوت متميز وأداء حسن. في عام 1944م تقدم إلى امتحان الإذاعة وكان ترتيبه الأول على المتقدمين للامتحان في الإذاعة. في عام 1950م عين قارئا للمسجد الأحمدي بطنطا كما عين في العام 1955م قارئا لمسجد الحسين بالقاهرة. كان أول من سجل المصحف الصوتي المرتل برواية حفص عن عاصم وهو أول من نادى بإنشاء نقابة لقراء القرآن الكريم، ترعى مصالحهم وتضمن لهم سبل العيش الكريم، ونادى بضرورة إنشاء مكاتب لتحفيظ القرآن في جميع المدن والقرى، وقام هو بتشييد مسجد ومكتب للتحفيظ بالقاهرة. أدرك الشيخ الحصري منذ وقت مبكر أهمية تجويد القرآن في فهم القرآن وتوصيل رسالته، فالقراءة عنده علم وأصول؛ فهو يرى أن ترتيل القرآن يجسد المفردات القرآنية تجسيدًا حيًا، ومن ثَمَّ يجسد مدلولها الذي ترمي إليه تلك المفردات...كما أن ترتيل القرآن يضع القارئ في مواجهة عقلانية مع النص القرآني، تُشعر القارئ له بالمسؤولية الملقاة على عاتقه.

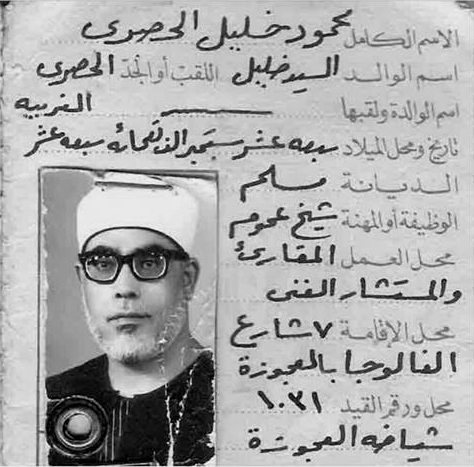
بطاقة عائلية لمحمود خليل الحصري سنة 1973م

## زواجه وعائلته
تزوج عام 1938م من سعاد محمد الشربيني وكانت معظم مسؤوليات التربية تقع على كاهل زوجته بسبب انشغاله بعمله وأسفاره، ويروي أحد أبناءه:" "كان يعطي كل من حفظ سطراً قرش صاغ بجانب مصروفه اليومي وإذا أراد زيادة يسأل ماذا تحفظ من القرآن فإن حفظ وتأكد هو من ذلك أعطاه وقد كانت له فلسفة في ذلك فهو يؤكد دائماً على حفظ القرآن الكريم حتى نحظى برضا الله علينا ثم رضا الوالدين فنكافأ بزيادة في المصروف وكانت النتيجة أن ألتزم كل أبنائه بالحفظ وأذكر أنه في عام 1960 م كان يعطينا عن كل سطر نحفظه خمسة عشر قرشاً وعشرة جنيهات عن كل جزء من القرآن نحفظه وكان يتابع ذلك كثيراً إلى أن حفظ كل أبنائه ذكوراً وإناثاً القرآن الكريم كاملاً والحمد لله".
ابنته 'إفراج' والحاصلة على ليسانس آداب قسم فلسفة وعلم نفس والتي عملت بعد تخرجها بمجلس الأمة (مجلس الشعب) حتى درجة وكيل أول وزارة، وهي الآن ترأس جمعية الشيخ الحصري للخدمات الدينية والاجتماعية.

## بداياته
كان يقرأ القرأن في مسجد قريته، وفي اجتماعات السكان هنالك، وفي عام 1944 تقدم إلى الإذاعة المصرية بطلب كقارئ للقرآن الكريم وبعد مسابقة حصل على العمل وكان أول بث مباشر على الهواء له في 16 نوفمبر 1944م، استمر بث الحصري  على أثير إذاعة القرآن المصرية لمدة عشر سنوات.
عين شيخاً لمقرأة سيدي عبد المتعال في طنطا. في 7 أغسطس 1948 صدر قرار تعيينه مؤذنا في مسجد سيدي حمزة، ثم في 10 أكتوبر 1948 عدل القرار إلى قارئ في المسجد مع احتفاظه بعمله في مقرأة سيدي عبد المتعال. ليصدر بعد ذلك قرار وزاري بتكليفه بالإشراف الفني على مقاريء محافظة الغربية. انتدب في 17 إبريل 1949م قارئا في مسجد أحمد البدوي في طنطا (المسجدالأحمدي). في عام 1955م انتقل إلى مسجد الإمام الحسين في القاهرة.

## محطات في حياته
- 1957م عين مفتشا للمقارئ المصرية.
- 1958م عين وكيلا لمشيخة المقارئ المصرية.
- 1958م تخصص في علوم القراءات العشر الكبرى وطرقها وروايتها بجميع أسانيدها ونال عنها شهادة علوم القراءات العشر من الأزهر الشريف.
- 1959م عين مراجعا ومصححا للمصاحف بقرار مشيخة الأزهر الشريف.
- 1960م أول من ابتعث لزيارة المسلمين في الهند وباكستان وقراءة القرآن الكريم في المؤتمر الإسلامي الأول بالهند في حضور الرئيس الأول بالهند في حضور الرئيس جمال عبد الناصر والرئيس جواهر لال نهرو وزعيم المسلمين بالهند.
- 1961م عين بقرار جمهوري شيخا لعموم المقارئ المصرية.
- 1961م أول من سجل المصحف المرتل في أنحاء العالم برواية حفص عن عاصم وظلت إذاعة القرآن الكريم تقتصر على إذاعة صوته منفردا حوالي عشر سنوات.
- 1962م عين نائبا لرئيس لجنة مراجعة المصاحف وتصحيحها بالأزهر الشريف ثم رئيسا لها بعد ذلك.
- 1963م زيارته لدولة الكويت بدعوة من وزارة الأوقاف والشؤن الإسلامية لتلاوت القرآن الكريم في شهر رمضان المبارك.
- 1964م أول من سجل المصحف المرتل في أنحاء العالم برواية ورش عن نافع.
- 1965م قام بزيارة فرنسا وأتيحت له الفرصة لهداية عشرة فرنسيين لدين الإسلام بعد أن سمعوا كلمات الله أثناء تلاوته للقرآن الكريم.
- 1966م عين مستشارا فنيا لشؤون القرآن الكريم في وزارة الأوقاف (مصر)
- 1966م اختاره اتحاد قراء العالم الإسلامى رئيسا لقراء العالم الإسلامي بمؤتمر اقرأ بكراتشي بباكستان.
- 1967م عين خبيرا بمجمع البحوث الإسلامية لشؤون القرآن الكريم (هيئة كبار العلماء) بالأزهر الشريف.
- 1967م حصل على وسام العلوم والفنون من الطبقة الأولى في عيد العلم.
- 1967م رئيس اتحاد قراء العالم الاسلامي.
- 1968م انتخب عضوا في المؤتمر القومي للإتحاد الاشتراكي عن محافظة القاهرة (قسم الموسكي).
- 1968م أول من سجل المصحف المرتل في أنحاء العالم برواية قالون ورواية الدوري.
- 1969م أول من سجل المصحف المعلم في أنحاء العالم (طريقة التعليم).
- 1970م سافر إلى الولايات المتحدة لأول مرة موفدا من وزارة الأوقاف للجاليات الإسلامية بأمريكا الشمالية والجنوبية.
- 1973م قام الشيخ محمود خليل الحصري أثناء زيارته الثانية لأمريكا بتلقين الشهادة لثمانية عشر رجلا وامرأة أمريكيين أشهروا إسلامهم على يديه بعد سماعهم لتلاوته القرآن الكريم.
- 1975م أول من رتل القرآن الكريم في العالم بطريقة المصحف المفسر (مصحف الوعظ).
- 1977م أول من رتل القرآن الكريم في أنحاء العالم الإسلامي في الأمم المتحدة أثناء زيارته لها بناء على طلب جميع الوفود العربية والإسلامية.
- 1978م أول من رتل القرآن الكريم في القاعة الملكية وقاعة هايوارت المطلة على نهر التايمز في لندن ودعاه مجلس الشؤون الإسلامية إلى المدينتين البريطانيتين ليفربول وشيفلد ليرتل أمام الجاليات العربية والإسلامية في كل منهما.

الشيخ محمود خليل الحصري هو من كبار القراء وأيضا من أشهر القراء في العالم الإسلامي

## تسجيلاته للقرآن
- تسجيل المصحف المرتل برواية حفص عن عاصم - 1961م.
- تسجيل المصحف المرتل برواية ورش عن نافع - 1964م.
- تسجيل المصحف المرتل برواية قالون، ورواية الدوري عن أبي عمرو البصري - 1968م.
- تسجيل المصحف المعلِّم - 1969م.
- تسجيل المصحف المفسر (مصحف الوعظ) - 1973م.

## مؤلفاته
- أحكام قراءة القرآن الكريم.
- القراءات العشر من الشاطبية والدرة.
- معالم الاهتداء إلى معرفة الوقف والابتداء.
- الفتح الكبير في الاستعاذة والتكبير.
- أحسن الأثر في تاريخ القراء الأربعة عشر.
- مع القرآن الكريم.
- قراءة ورش عن نافع المدني.
- قراءة الدوري عن أبى عمرو البصري.
- نور القلوب في قراءة الإمام يعقوب.
- السبيل الميسر في قراءة الإمام أبى جعفر.
- حسن المسرة في الجمع بين الشاطبية والدرة.
- النهج الجديد في علم التجويد.
- رحلاتى في الإسلام.

## أول من
- 1961 - أول من سجل القرآن برواية حفص عن عاصم.
- 1964 - أول من سجل القرآن برواية ورش عن نافع.
- 1968 - أول من سجل القرآن برواية قالون ورواية الدورى عن أبي عمرو البصري.
- 1969 - أول من سجل القرآن المعلم (طريقة التعليم).
- 1975 - أول من رتل القرآن بطريقة المصحف المفسر.
- 1977 - أول من رتل القرآن في الأمم المتحدة.
- 1978 - أول من رتل القرآن في القصر الملكي في لندن.
- أول قارئ يقرأ القرآن في البيت الأبيض، وقاعة الكونغرس الأمريكي.

## وفاته
كان حريصا في أواخر أيامه على تشييد مسجد ومعهد ديني ومدرسة تحفيظ بمسقط رأسه قرية شبرا النملة. أوصى في خاتمة حياته بثلث أمواله لخدمة القرآن الكريم وحُفَّاظه، والإنفاق في كافة وجوه البر. توفي مساء يوم الإثنين 16 محرم سنة 1401 هـ الموافق 24 نوفمبر 1980 بعد صلاة العشاء بعد أن امتدت رحلته مع القرآن ما يقرب من خمسة وخمسين عامًا.

## روابط خارجية
- محمود الحصري على موقع ميوزك برينز (الإنجليزية)
- محمود الحصري على موقع ديسكوغز (الإنجليزية)
- إسلام ويب
- مصحف الشيخ من إذاعة طريق الإسلام (رواية حفص عن عاصم - ترتيل)
- مصحف الشيخ من إذاعة طريق الإسلام (رواية حفص عن عاصم- تجويد)
- المصحف المعلم من إذاعة طريق الإسلام
- تسجيلات الشيخ في الإذاعة المصرية من إذاعة طريق الإسلام
- مصحف الشيخ من إذاعة طريق الإسلام (رواية ورش عن نافع - ترتيل)
- مصحف الشيخ من إذاعة طريق الإسلام (رواية الدوري عن أبي عمرو - ترتيل)
- موقع السبيل
- صفحة الشيخ على تي في قرآن
- أصوات من السماء - الشيخ محمود خليل الحصري